# Rikako Ikee
Rikako Ikee (jap. 池江璃花子 Ikee Rikako; ur. 4 lipca 2000 w Tokio) – japońska pływaczka specjalizująca się w stylu motylkowym i stylu dowolnym, mistrzyni i rekordzistka świata juniorów, trzykrotna medalistka mistrzostw świata na krótkim basenie (2016).

## Kariera pływacka

### 2015
Na początku sierpnia wzięła udział w mistrzostwach świata seniorów w Kazaniu. Na dystansie 50 m stylem motylkowym z czasem 26,66 zajęła 19. miejsce. Płynęła również w sztafetach kobiet 4 × 100 i 4 × 200 m kraulem oraz w sztafecie mieszanej 4 × 100 m stylem dowolnym. Japońska sztafeta kraulowa 4 × 200 m zakwalifikowała się do finału i uplasowała się w nim na siódmym miejscu.
Trzy tygodnie później podczas mistrzostw świata juniorów w Singapurze zdobyła cztery medale. Ikee została mistrzynią świata w konkurencjach 50 i 100 m stylem motylkowym, ustanawiając w finałach nowe rekordy mistrzostw. Na dystansie 50 m stylem dowolnym z czasem 25,19 zdobyła srebrny medal. Płynęła także w sztafecie 4 × 100 m stylem zmiennym, która wywalczyła brązowy medal.

### 2016
Na igrzyskach olimpijskich w Rio de Janeiro wystartowała w siedmiu konkurencjach. Na 100 m stylem motylkowym uzyskała w finale czas 56,86 i zajęła piąte miejsce. W półfinałach 100 m kraulem z czasem 54,31 uplasowała się na 12. pozycji. W konkurencjach 50 i 200 m stylem dowolnym odpadła w eliminacjach, zajmując odpowiednio 36. (25,45) i 21. miejsce (1:58,49). Ikee brała również udział w sztafetach kraulowych 4 × 100 i 4 × 200 m, a także w sztafecie 4 × 100 m stylem zmiennym. Obie japońskie sztafety płynące stylem dowolnym zajęły ósme miejsce. Japonki nie uzyskały jednak kwalifikacji do finału sztafet zmiennych, plasując się w eliminacjach na dziesiątej pozycji. 
Podczas mistrzostw świata na krótkim basenie w Windsorze zdobyła trzy brązowe medale na dystansie 50 i 100 m stylem motylkowym oraz w sztafecie mieszanej 4 × 50 m stylem zmiennym.

### 2017
W lutym podczas Konami Open w Tokio na dystansie 50 m stylem dowolnym pobiła 23-letni rekord Azji należący do Chinki Le Jingyi, uzyskawszy czas 24,48. Ikee ustanowiła jednocześnie nowy rekord świata juniorek.

## Życie prywatne
12 lutego 2019 roku poinformowała, że zdiagnozowano u niej białaczkę.